# Ференц Нађ
Ференц Нађ (мађ. Nagy Ferenc) био је мађарски фудбалски репрезентативац, играо на позицијама дефанзивца и био је фудбалски тренер.

## Каријера

### Клуб
За МТК је играо на позицији десног бека. Као фудбалер МТК био је члан шампионског тима 1904. и 1907/08. Био је висок играч са добром техником.

### Репрезентација
Између 1903. и 1907. године играо је за репрезентацију осам пута.

### Тренер
У почетку, естонску фудбалску репрезентацију водило је неколико мађарских професионалаца. Дана 28. јуна 1925. године преузео је послове у федерацији од Ференца Коње. Међународна база података у неколико случајева сматра да је он такође водио естонску репрезентацију 1926. године. У 9 утакмица репрезентације остварили су 4 победе, 3 ремија и 2 пораза. Са негативном гол-разликом 11-13. Дана 19. септембра 1926. године предао је свој успешан рад Анталу Малију.

## Успеси
- Прва лига Мађарске у фудбалу
  - шампиони: 1904
  - шампиони: 1907/08
- Куп Мађарске у фудбалу
  - победник: 1910